# 프란체스코 노벨로 다 카라라

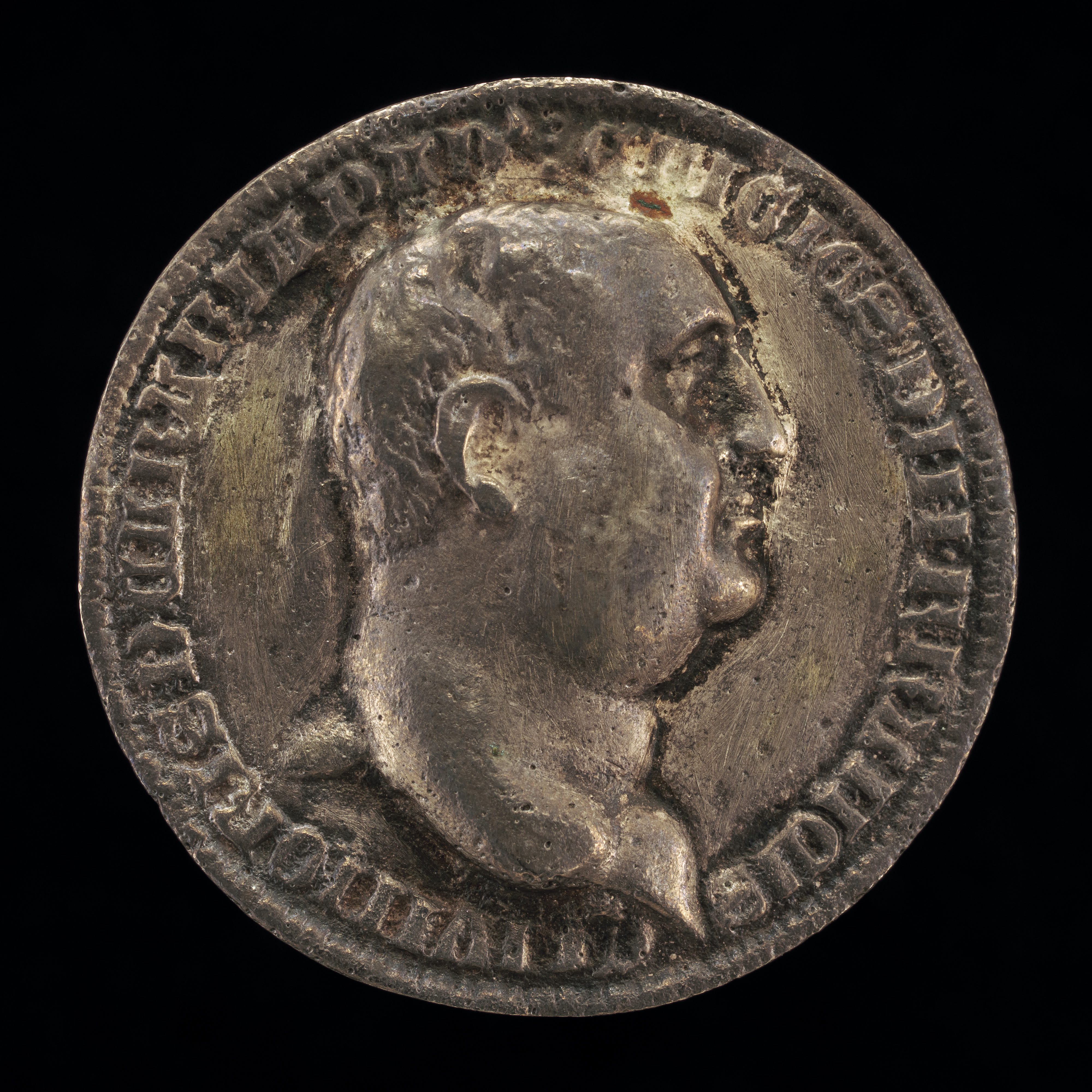
프란체스코 노벨로의 흉상이 있는 메달 (1390년)

프란체스코 노벨로 다 카라라(Francesco Novello da Carrara, 1359년 5월 19일 – 1406년 1월 16일)는 아버지인 프란체스코 일 베키오에 이어 1388년 6월 29일에 권좌에 오른 파도바의 영주이다. 다 카라라 가문 출신이다. 그는 모데나의 영주 니콜로 2세 데스테의 딸 타데아 (Taddea)와 혼인했다.
그는 파도바를 위해 카스타냐로 전투에서 싸웠다 (1387년).
그는 베네치아와 파도바 간의 전쟁 기간에 포로로 잡힌 후 베네치아 관리들에 의해 처형됐다 (구엘프와 기벨린 참조). 같이 붙잡혔던 그의 아들 프란체스코와 자코모도 다음날 처형됐다.
프란체스코의 저택에서 화가 첸니노 체니니는 그의 유명한 《미술에 대한 책》(Libro dell'arte)에서 소개된 인본주의자들의 문화를 받아들였다. 프란체스코의 자녀들 중에는 질리올라 다 카라라도 있다.